# Leyla Güven

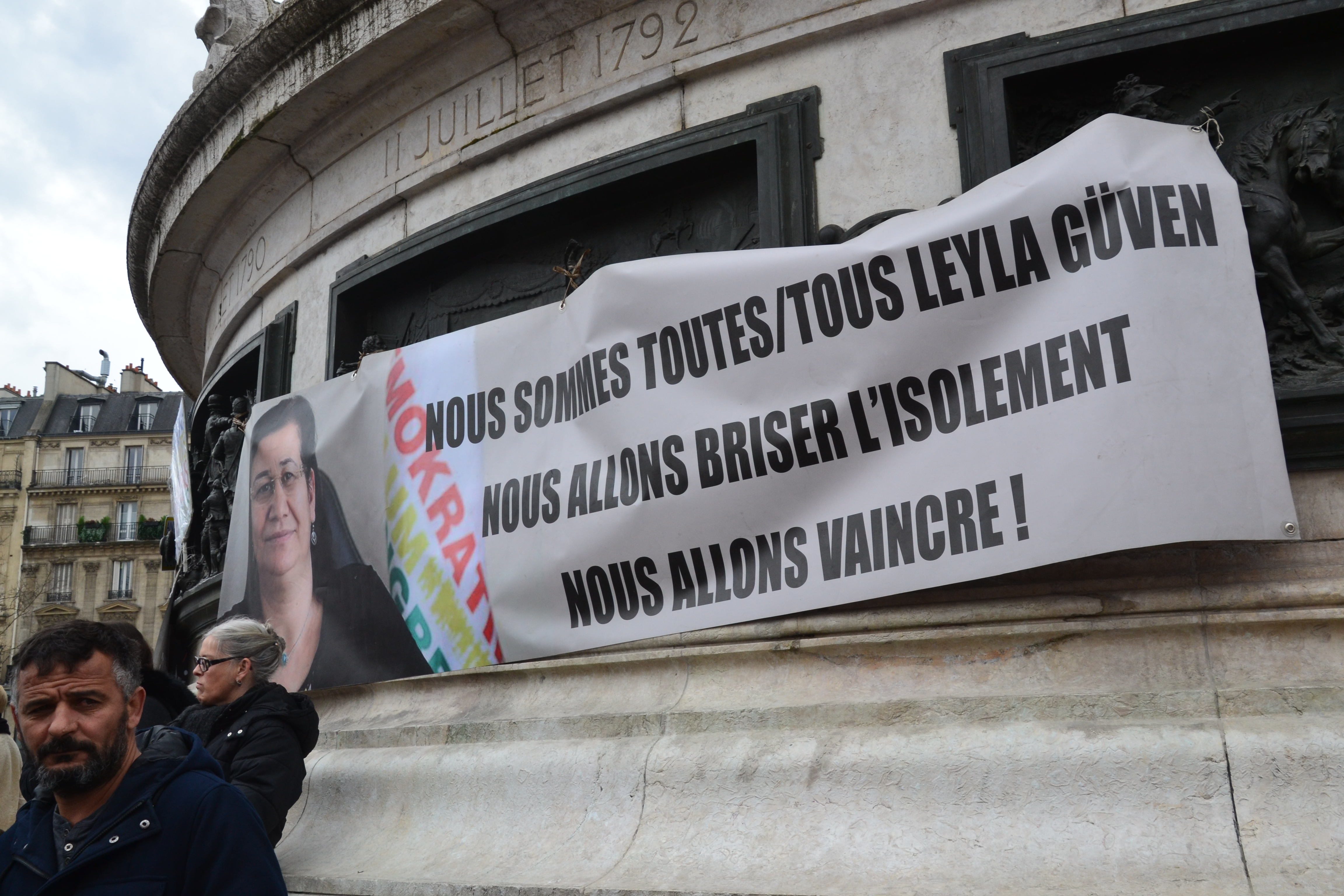
Manifestación en París el 8 de marzo de 2019.

Leyla Güven (Cihanbeyli,  Konya, Turquía, 6 de mayo de 1964) es una activista y política kurda, copresidenta del Congreso de la Sociedad Democrática y alcaldesa del municipio de Viranşehir en el Provincia de Şanlıurfa de la Región de Anatolia del Sudeste en Turquía, por el antiguo Partido de la Sociedad Democrática (DTP). Fue elegida en las elecciones municipales de marzo de 2009.
En 2020 fue condenada a 22 años de cárcel por presunta pertenencia a una organización terrorista y difusión de propaganda del Partido de los Trabajadores del Kurdistán (PKK).

## Biografía
Leyla Güven fue la séptima e hija más pequeña de su familia; se casó en un matrimonio concertado, en el que tuvo dos hijos que cuidó sola.  En 1980 se trasladó a Alemania por razones familiares, volviendo a Turquía en 1985.
En 1994 creó la rama Konya del People's Democracy Party (HADEP). Fue activa durante varios años como presidenta de la rama provincial de mujeres del HADEP, hasta que el partido fue disuelto en 2003. Fue elegida alcaldesa de Küçükdikili, Adana en las elecciones local de 2004, al presentarse candidata por el SHP (Partido populista socialdemócrata).
Tuvo de nuevo problemas con la ley en 2006 al ser una de las firmantes de la petición del estación internacional de televisión kurda por satélite  ROJ TV al primer ministro danés. La cadena de televisión kurda fue acusada de terrorismo por apoyar supuestamente al PKK. En octubre de 2007, fue uno de los cinco alcaldes detenidos por expresar solidaridad con el alcalde arrestado Osman Keser y el 20 de mayo de 2008 fue una de las firmantes de “Call for peaceful settlement of the Kurdish question in Turkey”, publicado en el International Herald Tribune.
Fue elegida miembro del Congreso del Consejo de Europa en septiembre de 2009 y fue una ponente clave durante el debate de la sesión de Plenario del Congreso, el 14 de octubre de 2009, sobre la situación de la democracia local en el sur- oeste de Anatolia.
El 24 de diciembre de 2009 fue detenida en la gran campaña represiva contra políticos kurdos. Su juicio empezó en octubre de 2010. Sobre estas detenciones, el jefe de la oficina de la BBC News en Estambul sugirió que los fiscales turcos "acabaron de cerrar las ya limitadas oportunidad de diálogo entre el estado y su mayor minoría". 
En mayo de 2010, Thomas Hammarberg, Comisario por los Derechos Humanos del Consejo de Europa, la visitó en prisión de Diyarbakir y emitió una declaración expresando su preocupación por la detención continuada de tantos representantes kurdos locales. En julio de 2014, después de cuatro años de detención, finalmente logró ser liberada con otros 30 representantes locales retenidos en Diyarbakir.

### Huelga de hambre
El 22 de enero de 2018 fue detenida y el 31 arrestada por su crítica a la invasión militar turca de Afrin. En las elecciones parlamentarias del 24 de junio de 2018 fue elegida diputada por Hakkari. Según la ley, como diputada tiene inmunidad y su liberación fue decretada por un juez el 29 de junio de 2018. El fiscal apeló al veredicto y la liberación fue anulada antes de que se ejecutara.
El 7 de noviembre de 2018 se declaró en huelga de hambre para protestar por el aislamiento del político turco y líder del Partido de los Trabajadores del Kurdistán (PKK) Abdullah Öcalan que se encontraba en la prisión de la isla İmralı. Aproximadamente 250 prisioneros políticos se unieron a Güven en una huelga de hambre indefinida. Durante la huelga solo consumió vitamina B y líquidos salados y dulces. El 25 de enero de 2019, después de 79 días en huelga de hambre, fue liberada pendiente de juicio. Tras ser liberada, declaró que seguiría con huelga de hambre, puesto que su objetivo no era su liberación sino el aislamiento de Öcalan.
El 21 de diciembre de 2020, un tribunal turco condenó a Leyla Güven a una pena de 22 años y tres meses de cárcel bajo las acusaciones de «pertenencia» y «apología» del PKK, grupo prokurdo considerado terrorista por Turquía, Unión Europea y Estados Unidos. El tribunal lo sostiene por declaraciones que las considera como "propaganda a favor del PKK" y el hecho de ser copresidenta del Congreso de la Sociedad Democrática, una ONG prokurda, que el tribunal le vincula con el grupo considerado terrorista.
Su hija es la periodista Sabiha Temizkan, condenada también por la justicia turca de apología del terrorismo en las redes sociales.